# 中京テレビNewsリアルタイム
『中京テレビNEWSリアルタイム』（ちゅうきょうテレビニュースリアルタイム）は、2006年4月3日から2010年3月26日まで中京テレビ（CTV）で放送されていた夕方のニュース・情報番組である。『NNN Newsリアルタイム』の中京広域圏（東海3県）ローカル版。前番組は『中京テレビニュースプラス1』、後番組は『news every.』中京テレビローカルパート。

## 概要
日本テレビ『NNN NEWS PLUS1』が終了し、急遽『NNN Newsリアルタイム』としてスタートさせることとなった。そのため、中京テレビも日テレに合わせて急遽夕方のニュース番組を新しくすることとなった。しかし、『プラス1』は2005年11月にリニューアルしたばかりだったため、わずか4か月での再リニューアルとなった。そのため、キャスター陣の続投やスタジオセット、タイムテーブルは、基本的には前番組のを踏襲する形をとっている（日テレも同じく前番組を踏襲する形となっている）。

## 内容の傾向

### 開始当初
基本的に『プラス1』時代の流れをそのまま踏襲。前番組では、グルメや新製品紹介などの生活情報に比重を置いていたが、この番組では（厳密には『プラス1』最末期から）では、報道部記者によるニュース解説コーナー「記者の目」などといった社会性の高い話題も多く取り上げるようになった。

### 2006年9月のリニューアル
同年9月4日から16:48スタートに約1時間拡大、3部構成となる。第1部（17時台前半）と第3部（全国ニュース以降の18時台）はニュースをメインに、第2部（17時台後半）はニュース以外の情報をメインにする構成となった。全国ニュース（17:50 - 18:16）のみネットしていた日本テレビからの『NNN Newsリアルタイム』については、新たに17時台のニュースと芸能コーナー「リアルエンタメ」のネットを開始。ローカル枠については、主婦層をターゲットに生活・グルメ情報をメインにした新コーナー「楽ナビ」が第2部でスタート。『クスクス』などの情報番組を担当してきた本田恵美が中継リポーターとして登場するなど、情報番組としての側面を強くした。ちなみに、7月と8月の各1回に16:48スタートで拡大スペシャルが放送されたが、この時のタイムテーブルが、今回のリニューアル時のタイムテーブルとほぼ同じである。このことから、拡大スペシャルはこのリニューアルのシミュレーションを兼ねていたものと思われる。このリニューアルにより、夕方ニュース時間帯で放送開始時間がCBCテレビを抜いて在名局で一番早くなり、放送時間も一番長くなった。また、夕方のニュース番組が元々17時台のテレビ愛知を除くと、東海テレビ以外の在名局の夕方のニュース番組は2時間で放送することとなった。
2007年8月6日、「地域密着」を視野に入れた小規模なリニューアルを実施。17時台ニュースのネットを打ち切り（ニュース1、2本を録画放送に変更）、「楽ナビ」の枠を拡大し、日テレの17時台特集コーナー「リアル目線」の時差ネットを開始するなど、17時台のタイムテーブルを変更した。しかし、実験的な変更だったのか同年9月に、タイムテーブルが再び2006年9月のリニューアル時のタイムテーブルに戻った。

### 2007年10月のリニューアル
2007年10月1日から『情報ライブ ミヤネ屋』のネット開始などに伴う改編のため、再びリニューアル。月曜～木曜の放送時間は7分拡大となるが、「楽ナビ」は終了となった。これにより、17時台は全て日本テレビの17時台をフルネットに変更となった。なお17時台のうち、天気予報とヘッドラインは中京テレビからの放送に差し替えている。金曜日は9月までと同様に、17時台は17時20分頃まで日テレからの全国ニュースで21分頃から中京テレビに戻り、43分頃日テレ制作のリアルエンタメのコーナーを放送したが一部しか放送しなかった(最初に紹介VTRが出ていたが全編放送されなかった)。また、東京からのCM前のニュースの予告が放送されるが、そのニュースの内容は放送されず、CM明けに中京テレビに飛び降りる。金曜日のみ中京テレビローカル枠内でもコメンテーターを置くことになり、2007年9月まで放送していたエミエミのコメンテーターだった内田忠男を起用した。

### その他
- 音楽は日本テレビのものと違ってオリジナル。人物紹介テロップは日本テレビのものと同一（コメンテーターの人物紹介テロップはオリジナル）、ニューステロップは全く別物のオリジナルとなっている。
- 2008年7月4日より、金曜日も17時台の大部分を日本テレビ出しに。ただし、月 - 木のリアルエンタメは17時台のローカル枠確保のため、数項目カットし遅れネットに。(日本テレビは金曜日のみ17時からスタートのため、それに相当するローカル枠は16:53 - 17:00)

### 2009年3月のリニューアル
後期『中京テレビニュースプラス1』時代からキャスターを務めてきた本多小百合が2009年3月13日をもって降板し、16日より恩田千佐子がメインキャスターを務めることになった。『プラス1』以来、この時間のローカルニュースワイドのメインキャスターとしては10数年ぶりの再登板である。また、見出し内容などのテロップやスタジオなど全て変更された。
2010年3月26日をもって放送終了。同年3月29日からは全国ネットニュースの『news every.』がスタートしたが、その後も中京テレビは同枠内で中京テレビローカルパートを放送し続けている。

## 放送時間
※時間は日本標準時、（　）内の時間は放送分。
| 期間 | 期間      | 平日                     | 平日                     | 土曜日                  |
| 期間 | 期間      | 月 - 木                  | 金曜日                   | 土曜日                  |
| --- | --------- | ------------------------ | ------------------------ | ----------------------- |
| 2006.4.3 | 2006.9.1  | 17:39 - 19:001 （81分）  | 17:43 - 19:001 （77分）  | 18:00 - 18:302 （30分） |
| 2006.9.4 | 2007.9.28 | 16:48 - 19:00 （132分）  | 16:48 - 19:00 （132分）  | 18:00 - 18:302 （30分） |
| 2007.10.1 | 2008.9.26 | 16:41 - 19:003 （139分） | 16:48 - 19:003 （132分） | 18:00 - 18:302 （30分） |
| 2008.9.29 | 2009.4.3  | 16:53 - 19:004 （127分） | 16:53 - 19:004 （127分） | 18:00 - 18:302 （30分） |
| 2009.4.4 | 2009.10.2 | 16:53 - 19:004 （127分） | 16:53 - 19:004 （127分） | 17:30 - 18:005 （30分） |
| 2009.10.5 | 2010.3.27 | 16:49 - 19:006 （131分） | 16:49 - 19:006 （131分） | 17:30 - 18:005 （30分） |
| - 1 『中京テレビニュースプラス1』と同じ時間帯でスタート。 - 2 『ニュースプラス1』と変わらず。ローカルニュースは18:18頃から。 - 3 東京ドームの巨人・中日戦が放送される日は原則18:30まで放送。ただ、末期では全国枠が終わる18:16から切り替わる場合もあった。その場合はローカルキャスターは放送開始から10分程の出演のみとなった。 - 4 『情報ライブ ミヤネ屋』改編のため、放送時間の変更が行われた。2008年9月まで16:45ごろに同枠内で放送していた「健康ナビ」は、15:48 - 15:55の『ミヤネ屋 中京テレビNEWS』内で放送された。 - 5 従来の時間帯に月曜19時台前半より『名探偵コナン』が移動することが決まり、『ニュースプラス1』以来19年半ぶりに枠移動となる。ローカルニュースは17:48頃から。 - 6 『ミヤネ屋 中京テレビNEWS』の廃枠に伴い、放送枠が拡大。 |           |                          |                          |                         |

## タイムテーブル（2009年10月 - 2010年3月）

### 平日17時台

#### 月曜日 - 木曜日
- 16:49 中京テレビ出しのオープニング、ニュース - 中京テレビのスタジオからスタートする。
- 16:53 Newsリアルタイム - 日本テレビからニュース、「リアルエンタメ」を放送。
- 17:20頃 リアルウオッチ
- 17:35頃 ローカルニュース、ヘッドライン※
- 17:45頃 リアルエンタメ - ただし、放送するのは一部であり、全部は放送されなかった。
- 17:49頃 このあとの番組内容の予告 - 実施しない日もあった。

※日本テレビからの放送の都合上、リアルエンタメとリアル目線の時間が逆になることが多かったため、17時台のローカルニュースの放送時間がその日の日テレからの放送によって変わっていた。

#### 金曜日
- 16:49 中京テレビ出しのオープニング、ローカルニュース、ヘッドライン - 中京テレビのスタジオからスタートする。
- 17:00 Newsリアルタイム - 日本テレビからニュース、「リアルエンタメ」を放送。
- 17:20頃 マル秘ウオッチ永田町
- 17:37頃 東海地方の天気予報
- 17:40頃 リアルエンタメ - 再び日本テレビからの放送。
- 17:49頃 このあとの番組内容の予告 - 実施しない日もあった。

### 平日18時台
- 17:50 NNN Newsリアルタイム（全国ニュース、NNN系列全国ネット枠）
- 18:16 ローカルニュース
- 18:17頃 その日の気になるニュース1本 - これ以降の時間帯では、日によってはタイムテーブルが変動するケースもあった。
- 18:20頃 特集 - 「カラクリ」「リアルタイム特集」「激撮リアル」のいずれかを放送。
- 18:45頃 天気予報
- 18:50頃 ニュース、リアルナビ（生活情報、グルメ情報）
- 18:55頃 エンディング、ENDクレジット

### 土曜日
- 17:30 全国ニュース
- 17:48頃 ローカルニュース
- 17:52頃 特集（スポーツもの中心）
- 17:54頃 『SPORTS STADIUM』の予告、天気予報 - 時間の都合上、天気予報はカットされる場合があった。
- 17:55頃 提供クレジット - ENDクレジット無しで終了。

## これまでのタイムテーブル

### 平日17時台

#### 月曜日 - 木曜日
- 16:48 オープニング、ニュース - 16:52頃に、このあとの予告をする場合があった。
- 16:53 Newsリアルタイム - 日本テレビからのニュースを放送。
- 17:20頃 ニュース、天気予報、楽ナビ
- 17:40頃 リアルエンタメ - 日本テレビから芸能情報を放送。都合上、基本的には日本テレビより数分遅れの同日時差ネット。
- 17:49頃 中京テレビのスタジオから後半の特集の紹介 - 時間の都合上、実施しない場合もあった。

#### 金曜日
- 16:48 オープニング、ニュース
- 16:52頃 トレンド情報または、ニュース - 16:59頃に、このあとの予告をする場合があった。
- 17:00 Newsリアルタイム - 日本テレビからのニュースを放送。
- 17:20頃 ニュース、天気予報、楽ナビ
- 17:40頃 リアルエンタメ - 金曜日は「突撃!リアル隣の晩ごはん」など日本テレビで放送された特集の遅れネットをすることが多かったため、「リアルエンタメ」をネットしない日が多かった。
- 17:49頃 中京テレビのスタジオから後半の特集の紹介（時間の都合上、やらない場合もあった）

### 平日18時台
- 17:50 NNN Newsリアルタイム（全国ニュース、NNN系列全国ネット枠）
- 18:16 ローカルニュース
- 18:20頃 特集（激撮リアル）
- 18:45頃 天気予報
- 18:50頃 ニュース、話題
- 18:55頃 エンディング、ENDクレジット

※16:25 - 16:45頃キャスターによる予告あり（不定期）

### 土曜日
- 18:00 全国ニュース
- 18:18頃 ローカルニュース
- 18:22頃 特集（スポーツもの中心）
- 18:24頃 スポーツスタジアムの予告、天気予報 - 時間の都合上、天気予報はカットされる場合があった。
- 18:25頃 提供クレジット（ENDクレジットなしで終了）

なお、平日枠の全国ニュースからローカルニュース（18:16）への移行が他局に比べても不自然（例えば、コメンテーターが話している途中でも強制的にローカルパートへの移行をすることが散見される）なことが多く、ローカルパート開始の案内後、「ただいま音声の乱れたところがありましたことをお詫び致します」という旨の謝罪コメントが入ることがほぼ定型化している。

## コーナー

### 特集
- 平日18:20頃から放送。通常は「リアルタイム特集」だが、ドキュメントや硬派系など内容によっては、「激撮リアル」として放送。また2007年10月には、新たに問題の真相に迫る「カラクリ」がスタート。
- 不定期でシリーズ企画もあり、『NNNドキュメント』で放送されることもある。
- 金曜日の特集では、タクシーの乗客の本音を聞くコーナーが放送されることが多い
- 「リアル目線」については、2007年8月6日から「楽ナビ」内でネット（厳密には、日テレより5分前後遅れての同日時差ネット）するようになったが、その後ネットを打ち切り。しかし、2007年10月から再びネットするようになった。
- 金曜日に、リアルナビの内容をこの時間に放送する場合がある。
- 読売テレビ『ニューススクランブル』で放送された特集を放送することがある。

### その他平日のコーナー
- 『プラス1』時代に続き、毎週金曜日に「食卓の秘密」が18時台に放送される。
- 2007年10月から生活情報コーナーとして、新たに「リアルナビ」がスタート。
- 2007年8月のリニューアルでは、冒頭で5分前後のミニ特集を放送していた。
- 不定期で、読売テレビ『ニューススクランブル』など系列局の番組で放送されたミニ特集を放送することもある。
- 記者によるニュース解説コーナー「記者の目」が放送されていたが、2006年9月のリニューアル前に終了した。

### 土曜日
- 土曜日の放送では、専用のスタジオは使用せず、スタジオ改装時以外は定時ニュースのスタジオを使用。テロップも定時ニュースのを使用している。
- 平日とは違い、注目の競技や選手に密着したスポーツコーナーがある。さらに日曜夕方のスポーツ番組『SPORTS STADIUM』の予告がある。

### かつてのコーナー

#### 楽ナビ
- 2006年9月のリニューアルでスタートした平日第2部のコーナー。進行はサブキャスターである松岡陽子が担当。この時間帯メインキャスターである本多小百合は出演しなかった。
- 内容は、生活情報やグルメ情報が中心。話題の人気スポット紹介や中継、暮らしに役立つ裏技など生活密着情報を紹介するとともに、「まつおか式検索」「松岡陽子の現場へGO!!」では身近な社会問題等を松岡自身が取材する企画もあった。
- 17:40頃から芸能コーナー「リアルエンタメ」をネット。ただし、タイムテーブルの都合上、日テレより数分遅れの同日時差ネットの場合が多かった。
- 金曜日は、日テレの特集コーナー「リアル特集」「リアル目線」で放送された特集を遅れて放送する場合が多いため「リアルエンタメ」のネットをしないことが多かった。
- 2007年8月のリニューアルで、17:15頃からの放送に拡大されたが、その後17:25頃からの放送に戻った。そして、2007年10月の17時台フルネット化に伴い、終了した。

## 出演者

### 平日
キャスター
| 期間 | 期間      | キャスター  | キャスター | キャスター | お天気     |
| 期間 | 期間      | メイン      | サブ       | フィールド | お天気     |
| --- | --------- | ----------- | ---------- | ---------- | ---------- |
| 2006.4.3 | 2008.6.27 | 本多小百合1 | 松岡陽子   | 安部まみこ | 小笠原範光 |
| 2008.6.30 | 2009.3.13 | 本多小百合1 | 松岡陽子   | 安部まみこ | 石橋武宜   |
| 2009.3.16 | 2010.3.26 | 恩田千佐子  | 松岡陽子   | 安部まみこ | 石橋武宜   |
| - 小笠原と石橋は気象予報士。 - 恩田・松岡・石橋は『news every.』→『キャッチ!』も続投。 - 1 当時中京テレビアナウンサー。 |           |             |            |            |            |

#### コメンテーター
以下の4名はnews every.もおよそ1年間続投。
- 月曜日：加藤清隆（時事通信社前政治部長）
- 火曜日：内田俊宏（三菱UFJリサーチ&コンサルティングエコノミスト）
- 水曜日：玉越清美（元愛知県警中警察署長）
- 木曜日・金曜日：内田忠男（国際ジャーナリスト/名古屋外国語大学教授）

#### リポーター
- 本田恵美
- 高橋重憲（当時中京テレビアナウンサー）
- 水谷陽介
- 我妻絵美（当時中京テレビアナウンサー）
- 鹿内美沙（同上）
- ごく稀に藤井利彦（当時中京テレビ記者）が出演することもあった。

#### ナレーター
- 高橋重憲（当時中京テレビアナウンサー）

### 土曜日担当キャスター
- 本多小百合（当時中京テレビアナウンサー） - 番組放送開始から2009年3月13日までは平日を担当していた。

### 過去の出演者
- 磯部悦子（ナレーター、当時中京テレビアナウンサー）
- 鶴木陽子（同上）
- 金山泉（リポーター、当時中京テレビアナウンサー）
- 尾原秀三（同上）
- 加藤泰子（同上）
- 前田麻衣子（リポーター）

## テーマソング
- navy&ivory 「トワイライト」(エンディングテーマとして使われた。)